# شجرة الجنسنغ الإسفينية
شجرة الجنسنغ الإسفينية (الاسم العلمي:Dendropanax cuneatus) هي نوع من النباتات تتبع جنس شجرة الجنسنغ من الفصيلة الأرالية.